# Adolphe Botte
Adolphe Botte (Pavilly (Sena Marítim), 26 de setembre de 1823 - París. 14 d'octubre de 1896) fou un compositor i crític musical francès.
Ingressà en el Conservatori de París el 1837 i acabats els estudis s'establí a Rouen fins al 1854 que retornà a París.
Entre les seves obres hi figuren: un doble Album de chant (Rouen, 1846), les simfonies a gran orquestra Jocelyn i Le Corsaire, les melodies soltes La Vallon, Le Crucifix, L'ange gardien i Le Chrétien mourant, nombrosos Etudes, Souvenirs, Morceaux característiques, etc., per a piano, i una transcripció per a orgue i piano dels Madrigaux de vieux maîtres italiens (1879).
Com a crític musical, amb el pseudònim de Pavilly, va escriure en les revistes de teatres i concerts en el Messager des théâtres, Journal d'Instruction publique, Revue et Gazette des théâtres, etc.